# Anthurium cubense

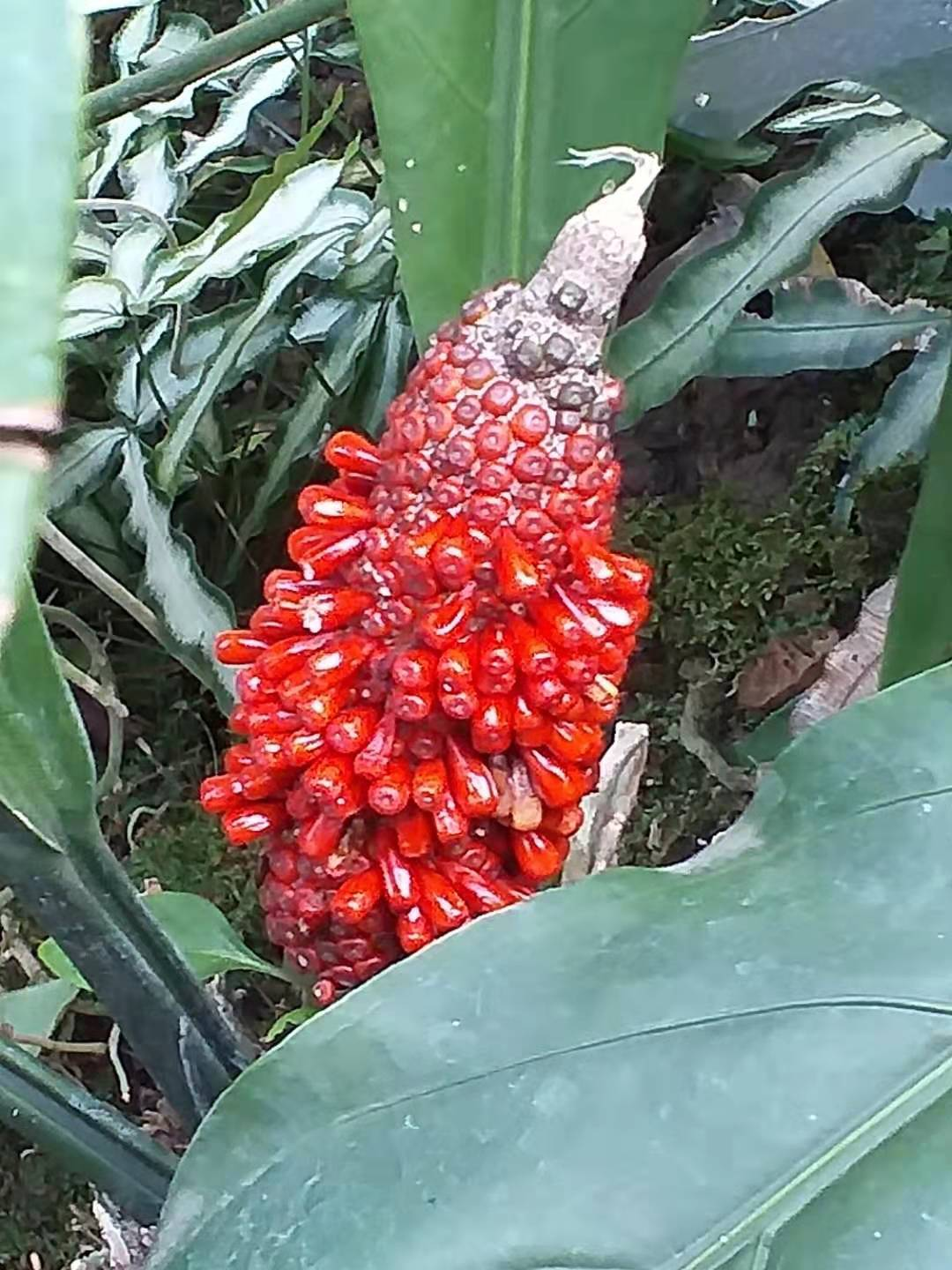

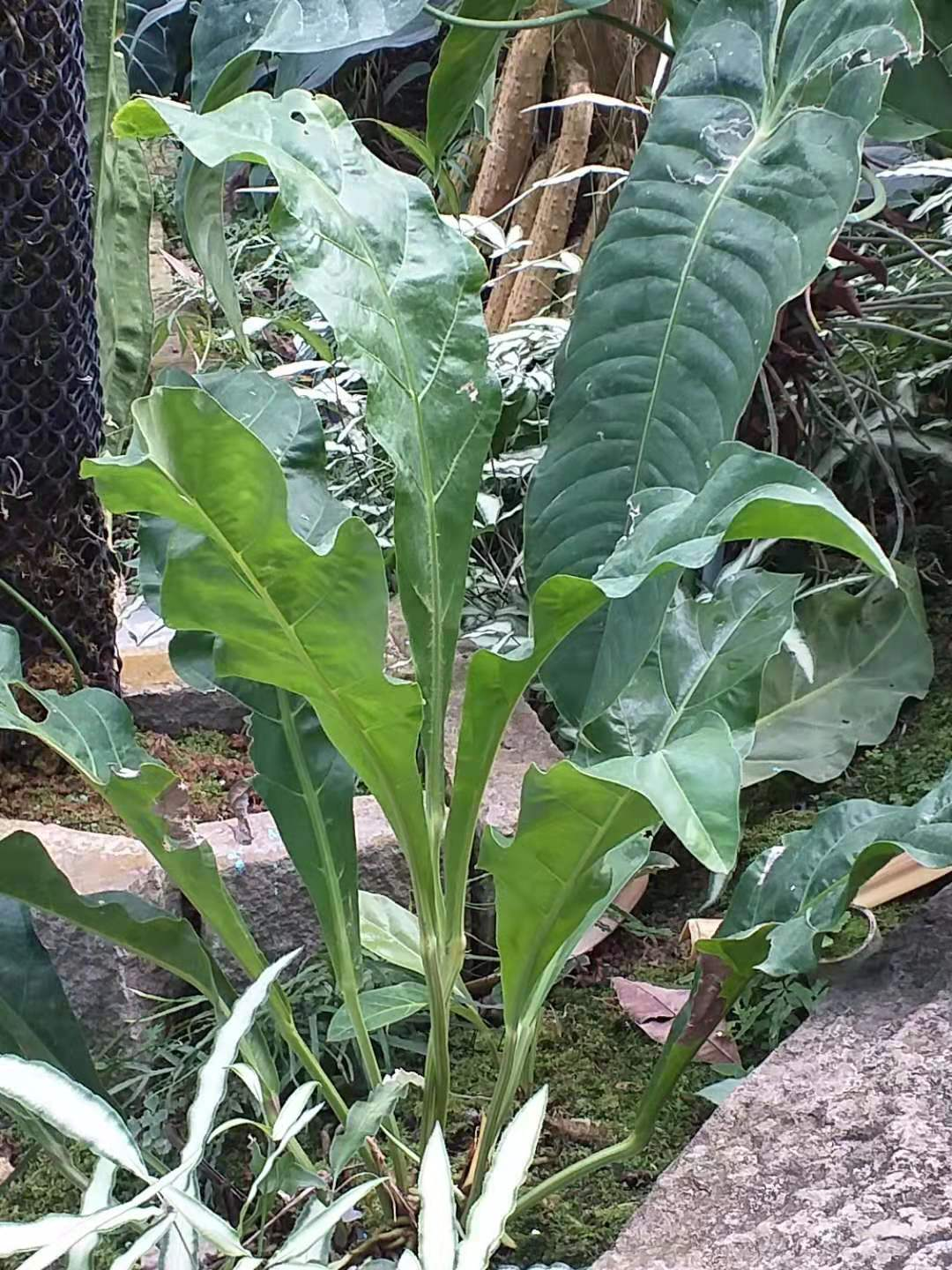

Anthurium cubense är en kallaväxtart som beskrevs av Adolf Engler. Anthurium cubense ingår i släktet Anthurium och familjen kallaväxter. Inga underarter finns listade.